# 細川之持
細川 之持（ほそかわ ゆきもち）は、戦国時代の武将。阿波国守護。細川阿波守護家8代当主。

## 生涯
文明18年（1486年）、細川之勝（のち義春）の長男として誕生。父・之勝は備中国守護・細川勝久の養子となっていたが、長享2年（1488年）に兄（之持の伯父）・政之が亡くなったのに伴って急遽実家に戻り阿波守護を継承（同時に義春に改名）していた。しかし、義春も明応6年（1497年）に早世したため、祖父の細川成之より後見を受けて家督を相続し、阿波守護となる。元服して之持と名乗る（「之」は祖父・成之より、「持」は大伯父・持常より1字を取ったものであろう）。
もっとも当時は成之がまだ健在であったために先に義春が讃州家とは別に継承していた備中守護を先に継承して、弟の澄元が細川政元の養子になるのが決まった後に阿波守護の継承が決まったとする説もある。ただし、成之が実際の政務を取り仕切り続け、後述のように成之の死から数か月で之持も没するため守護としての実質はほとんどなかったとみられている。
隠居していた祖父の後見の下に、之持は中央の争乱に関わった。また、澄元が擁立していた11代将軍・足利義澄の子・義維を阿波平島荘に匿って養育している。
一方で、澄元の対立相手であった細川高国は自派の守護として、従弟の細川国豊（細川春倶の子）を備中国に送り込んだことから備中守護としての影響力を失っていくことになる。
前年9月12日に死んだ祖父の成之の後を追うように、永正9年（1512年）1月に死去。ただし、天文2年（1533年）2月に死去したとする説もある。後を子の氏之（持隆）が継いだ。
之持までの阿波細川家3代がいずれも早世し、大黒柱だった成之も死んだことで、阿波細川氏は急速に衰退していくことになった。

## 系譜
- 父：細川義春（1468-1495）
- 母：不詳
- 室：不詳
  - 男子：細川氏之（持隆）?（1516/1497-1553） - 細川澄元の子とも
  - 女子：久米義広室